# Wasmuel
Wasmuel is een dorp in de Belgische provincie Henegouwen en een deelgemeente van de gemeente Quaregnon. Tot 1 januari 1977 was het een zelfstandige gemeente.

## Bezienswaardigheden
- De Onze-Lieve-Vrouwekerk (Église Sainte-Vierge) is een neoclassicistisch kerkgebouw van 1826. Voordien was er een kapel van 1382.

## Natuur en landschap
Wasmuel ligt aan de Hene die hier echter sterk vergraven is. De plaats ligt in een industrieel landschap met min of meer aaneengesloten bebouwing. De hoogte aan de kerk bedraagt 32 meter.

## Economie
Van 1834 tot 1951 was hier een fabriek die faience (aardewerk)-aardewerk produceerde. In Wasmuel bevindt zich de grootste rioolzuiveringsinstallatie van Wallonië.

## Demografische ontwikkeling
- Bronnen:NIS, Opm:1831 tot en met 1970=volkstellingen

## Politiek
Wasmuel had een eigen gemeentebestuur en burgemeester tot de gemeentelijke fusie van 1977. Burgemeesters waren:
- 1799-1805 : Jacques Demoustier
- 1806-1823 : Jean-Baptiste Discart
- 1823-1830 : Deverchin
- 1830-1848 : Fulgence Cavenaille-Toillez
- 1848-1861 : Florent Antoine Dubreux
- 1861-1863 : Célestin Dupont
- 1863-1870 : ...
- 1870-1888 : Edouard Joseph Brouez
- 1888-1899 : Auguste Mouzin
- 1900-1903 : Théodore Cuisinier
- 1904-1921 : Evrard Hanotte
- 1921-1944 : ...
- 1944-1958 : Evrard Doyen
- 1959-1964 : Jean-Baptiste Maroil
- 1965-1970 : Robert Bisoux
- 1971-1976 : Victor Pierart

## Sport
Van de jaren 60 tot de jaren 90 werd de wielerwedstrijd GP Pino Cerami in en rond Wasmuel gereden.

## Nabijgelegen kernen
Saint-Ghislain, Hornu, Quaregnon, Quaregnon-Rivage